# Uncinia drucei
Uncinia drucei är en halvgräsart som beskrevs av Bruce Gordon Hamlin. Uncinia drucei ingår i släktet Uncinia och familjen halvgräs. Inga underarter finns listade i Catalogue of Life.